# Enrique Adolfo Sieburger
Enrique Adolfo Sieburger (1924-1990) fue un regatista argentino que ganó la medalla de plata en los Juegos Olímpicos de Londres 1948 en la clase R 6 metros con el yate Djinn, en equipo con su padre Enrique Conrado Sieburger (50 años), su tío Julio Sieburger (56 años), Emilio Homps, Rufino Rodríguez de la Torre (47 años) y Rodolfo Rivademar (20 años). Volvió a participar en los Juegos Olímpicos de Roma 1960, donde obtuvo diploma olímpico en la clase Rating 5,5 metros, al salir cuarto.

## Medalla de plata en los Juegos Olímpicos de 1948

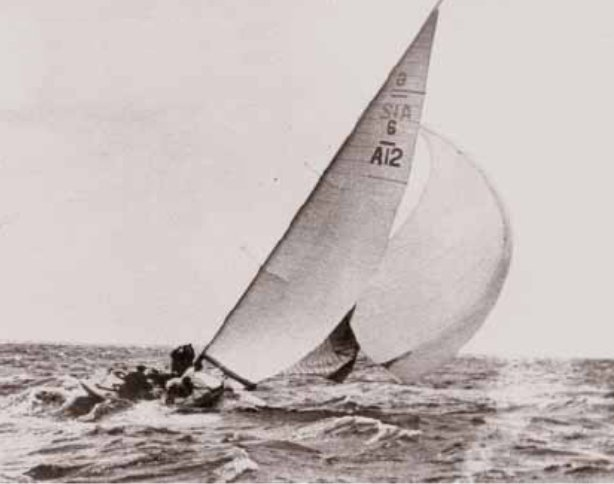
El Djinn, yate con el cual la tripulación argentina que integró Enrique C. Sieburger obtuvo la medalla de plata en los Juegos Olímpicos de Londres 1948, y diploma olímpico (5.º) en los Juegos Olímpicos de Helsinki 1952.

En los Juegos Olímpicos de Londres 1948 el equipo de yachting argentino, integrado por Enrique Adolfo Sieburger (24 años), su padre Enrique Conrado Sieburger (50 años), su tío Julio Sieburger (56 años), Emilio Homps, Rufino Rodríguez de la Torre (47 años) y Rodolfo Rivademar (20 años), ganó la medalla de plata en la clase 6 metros, con el yate Djinn.
El Djinn, cuyo nombre obedecía a un geniecillo de las sagas nórdicas vikingas, había sido construido en 1938 en el Astillero Nevins Yard Inc. de City Island, en el Estado de Nueva York, de los Estados Unidos, y fue diseñado por Sparkman & Stephens, por encargo de Henry Sturgis Morgan. El Djinn había tenido un historial competitivo notable, ganando en 1938 la Roosevelt Memorial Cup y la Prince of Wales Cup, y en 1947 ganando la Seawanaka Cup en Escocia, integrando el equipo estadounidense. En 1948, ante la proximidad de los Juegos Olímpicos, Rufino Rodríguez de la Torre convence a la Marina Argentina de comprar el yate, abonando por el mismo 10 000 pesos moneda nacional. Simultáneamente la Marina compró también el Star Arcturus y, a través de la Escuela Naval el Dragón Pampero, buques con los que compitió el equipo argentino de yachting.
Se utilizó un sistema de competencia a siete regatas, atribuyendo puntos según la posición en cada una (al primero 1142 puntos y al décimo 142 puntos), descartándose la peor. En la primera regata los argentinos salieron terceros (665 pts), detrás de los belgas y los suizos, y seguidos por los estadounidenses. La segunda regata fue ganada por el equipo de Estados Unidos, mientras que un nuevo tercer puesto de los argentinos los colocó en la segunda posición en la general. En la tercera regata, nuevamente los estadounidenses salieron terceros y los argentinos terceros, pero un segundo puesto de los suecos, hizo que éstos se ubicaran segundos en la general, relegando a los argentinos al tercer lugar. La cuarta regata la ganaron los suecos, seguidos por los argentinos y los estadoundienses, manteniéndose las posiciones en la general. La quinta regata fue ganada por los argentinos, con los suecos terceros y los estadounidenses relegados al 8.º lugar, pasando los sudamericanos a liderar la general, seguidos de cerca por los suecos. Una mala regata en la sexta para argentinos y suecos, permitió a los estadounidenses tomar el liderazgo en la tabla general. La última regata fue ganada por los argentinos, pero como los estadounidenses salieron segundos, se mantuvieron a la cabeza de la general, ganando la medalla de oro con 5472 puntos. Los argentinos ganaron la de plata con 5120 puntos y los suecos la de bronce con 4033 puntos.
Al terminar competencia Herman Whitton, integrante de la tripulación estadounidense ganadora de la medalla de oro, con un yate diez años más moderno (el Llanoira), se acercó a los argentinos y les dijo:

Los felicito, es increíble como hicieron caminar a este barco.

## Diploma olímpico en 1960
En los Juegos Olímpicos de Roma 1960, Enrique Adolfo Sieburger, con 36 años, volvió a integrar la delegación olímpica de Argentina, saliendo cuarto en la clase Rating 5,5 metros, con el yate Ardilla, obteniendo diploma olímpico, integrando el equipo con su hermano Carlos A. Sieburger (38 años) y su primo Roberto Guillermo Sieburger (43 años).
El equipo argentino disputó con el equipo sueco el cuarto lugar durante toda la competencia, logrando establecer una pequeña diferencia a favor con dos segundos puestos en la segunda y cuarta regatas. Los suecos se acercaron mucho al salir primeros en la sexta regata, mientras los argentinos quedaban relegados al noveno lugar. La séptima y última regata se largó con los argentinos en el cuarto lugar de la tabla general, con una ventaja sobre los suecos de 371 puntos. Finalmente, los suecos llegaron quintos en la última regata con una pequeña diferencia sobre los argentinos que llegaron séptimos, insuficiente para alcanzarlos.

## Relaciones familiares
Enrique Adolfo Sieburger está relacionado familiarmente con varios regatistas destacados:
- Enrique Conrado Sieburger (n. 1897). Su padre. Fue medallista de plata en los Juegos Olímpicos de Londres 1948.

- Julio Christian Sieburger (n. 1892). Su tío. Fue medallista de plata en los Juegos Olímpicos de Londres 1948.

- Carlos Sieburger (n. 1921). Su hermano. Participó en los Juegos Olímpicos de Roma 1960, donde finalizó 4.º

- Jorge Alberto del Río Salas (n. 1918). Su cuñado, casado con su hermana Marylin Sieburger. Medallista de plata en los Juegos Olímpicos de Roma 1960. Participó también en los Juegos Olímpicos de Londres 1948 (donde salió 7.º), Helsinki 1952 (donde salió 4.º) y Tokio 1964.

- Roberto Guillermo Sieburger (n. 1917). Su primo. Participó en cinco Juegos Olímpicos: Londres 1948 (donde salió 5.ª), Helsinki 1952 (donde salió 4.º), Roma 1960 (donde salió 4.º), Tokio 1964 y México 1968.

- Sandro del Río Sieburger. Su sobrino, hijo de su hermana Marylin. Campeón argentino de la Clase Cadet y maratonista.